# ARA Hércules (B-52)
El transporte rápido ARA Hércules (B-52) (TRHE) es un transporte rápido multipropósito de la Armada Argentina. Fue construido en los años setenta como destructor Tipo 42 y, luego de una reforma en los años noventa, recibió su reclasificación como transporte rápido. Fue declarado irradiado del servicio y procedido el arriado final del pabellón nacional el 20 de junio de 2024, luego de 48 años de servicio.
Armado de misiles superficie-aire Sea Dart, su misión junto con su gemelo, el destructor ARA Santísima Trinidad (D-2), fue la defensa antiaérea de área del portaaviones liviano ARA Veinticinco de Mayo (V-2), operando por medio de data link.

## Historial
La embarcación corresponde a un destructor construido originalmente como Type 42, similar a las unidades de la misma clase comisionadas por la Marina Real británica. Fue construido en los astilleros de Vickers Shipbuilding en Barrow-in-Furness, Reino Unido, en simultáneo con el HMS Sheffield, cabeza británica de la serie, hundido en la guerra de las Islas Malvinas. Debido a que un incendio dañó irreparablemente la popa del HMS Sheffield, una sección completa de la popa del ARA Hércules fue utilizada en el navío inglés, por lo que el cañón Vickers 4.5" (115 mm)/55 Mk8 automático, montado en el buque británico, correspondía originalmente al argentino.
Fue entregado a la Armada Argentina entrando en servicio el 19 de septiembre de 1977 Una vez incorporado fue asignado a la 1.ª División de Destructores como Destructor Misilístico ARA Hércules (D-28), DEHE siendo su apostadero la Base Naval Puerto Belgrano. Al incorporarse su gemelo, el ARA Santísima Trinidad (D-2) cambió su apelativo por D-1, con el que operó hasta su conversión a Transporte Rápido. Varias unidades llevaron el nombre "Hércules" en la Armada Argentina, si bien todas fueron importantes, sin duda la más representativa fue la nave insignia del almirante Guillermo Brown durante las luchas por la independencia. La famosa «Fragata Negra», apodada así por el color de su velamen, sirvió de cubierta al Gran Almirante y su nombre «Hércules» llega hasta nuestros días representado hoy en la actividad por este Transporte de Tropas.

### Conflicto del Beagle
En diciembre de 1978 para la puesta en marcha de la Operación Soberanía el ARA Hércules formó parte del grupo de tareas 2 junto al PAL ARA Veinticinco de Mayo (V-2) con la misión de ocupar militarmente las islas Lennox, Nueva y Picton y el cabo de Hornos en litigio con Chile. Cuestión que no se concretó, iniciando la FLOMAR la retromarcha.

### Guerra de Malvinas
En 1982, junto a su gemelo ARA Santísima Trinidad (D-2), fue parte de la escolta del portaaviones Veinticinco de Mayo en la Guerra de Malvinas. Participó en las acciones de recuperación de las islas y su helicóptero embarcado operó por unas horas en el Aeropuerto de Puerto Argentino. A principios de mayo, se esperaba en la Fuerza de Tareas de la Armada Argentina enfrentar en un combate aeronaval a la Fuerza de Tareas de la Marina Real británica, en esos momentos, su radar de alerta temprana, iluminó a un Sea Harrier del HMS Invincible, que era vectorizado para interceptar a un Grumman S-2 Tracker catapultado desde el portaaviones Veinticinco de Mayo que trataba de confirmar la ubicación de la Fuerza de Tareas de la Marina Real, para un posterior ataque combinado con los medios desplegados. Finalmente no se dieron las circunstancias propicias para dicho ataque y los buques argentinos se replegaron a aguas poco profundas fuera de la amenaza de los submarinos nucleares ingleses. Continuó navegando en zonas de patrullas cercanas a la costa argentina.

### Postguerra
Desde su incorporación a la 1.ª División de Destructores y su posterior pase al Comando Naval Anfibio, el buque participó y continúa participando en ejercitaciones —llamadas «Etapas de Mar»— con el resto de los buques de la Flota de Mar, la División de Patrullado Marítimo (DVPM), la Fuerza de Submarinos y aviones y helicópteros de la Aviación Naval, y ejercicios «Anfibio» con la Infantería de Marina. También ha tomado parte en numerosas operaciones navales con unidades de otros países.
En 1988, junto a la mayoría de los buques del Comando de la Flota de Mar, incluido su gemelo, el D-2, visitó el Puerto de la ciudad de Buenos Aires.
En 1993 efectuó el último lanzamiento de práctica con munición de combate, de un misil GWS-30 Sea Dart y comenzó a navegar con repuestos obtenidos de su gemelo el ARA Santísima Trinidad (D-2), que comenzó a ser canibalizado sin volver a navegar desde 1989. Al año siguiente fue transferido al Comando Naval Anfibio y Logístico (COAL), y en 1999 fue transformado en un transporte rápido, con importantes modificaciones en su plataforma y hangar de helicópteros, pudiendo destarcársele dos helicópteros medios del tipo Sea King. Estas modificaciones se efectuaron en los Astilleros y Maestranzas de la Armada de Chile (ASMAR), en su planta de Talcahuano. Su transformación fue completada entre 2004 y 2006 en Argentina en las instalaciones de los Arsenales de la Base Naval Puerto Belgrano. Durante 2009 se retiró finalmente su lanzador Sea Dart reutilizando ese espacio para la instalación de 4 camas para Botes de Asalto MKV de la Infantería de Marina Argentina.
Entre sus despliegues, la unidad tomó parte en la edición 1998 del ejercicio combinado «UNITAS», así como la etapa anfibia del ejercicio «Fraterno» en 2006. Continúa cumpliendo funciones como Unidad de Transporte de Tropas de IM integrando el núcleo de las diferentes etapas anfibias y participando durante el desarrollo de cada una de las etapas de mar. Durante 2009 fue sometido a un proceso de reparaciones generales en el CINAR (Complejo Industrial Naval Argentino), incorporándose nuevamente a la Flota de Mar en abril de ese año luego de un recorrido de su casco, válvulas y sistemas. Durante ese año cumplió con una Patrulla de Control del Mar y en la búsqueda de sobrevivientes del pesquero Atlantic hundido durante un temporal. Durante el período 2004-2012 participó de la totalidad de las ejercitaciones anfibias de la Flota de Mar, efectuando además los ejercicios Inalaf con personal IM embarcado de la Armada de Chile. En ese mismo período realizó embarcos de instrucción con Cadetes de la ESNM al litoral marítimo argentino arribando en varias oportunidades a los puertos de Ushuaia y Madryn.

### Década de 2010
La unidad continúa con sus prácticas anuales de tiro, ejercicios anfibios y etapas de mar; efectuado también visitas a puertos del litoral (Necochea) y navegaciones de instrucción con Cadetes de la Escuela Naval Militar y Aspirantes de la Escuela de Suboficiales de la Armada.

### Reconversión
El buque fue inicialmente sometido a un proceso de reconversión en Chile (ASMAR, Armada de Chile) y luego en Argentina (ARPB, Base Naval Puerto Belgrano, Armada Argentina) durante fines de los 1990s, expandiendo la cubierta de vuelo y los hangares para recibir y operar dos helicópteros Sea King con misiles Exocet AM39, y un upgrade de los sistemas electrónicos; participando la estatal argentina INVAP en más reingeniería. Y, comisionado al Comando Naval Anfibio, operando como «transporte multipropósito rápido», y su nuevo indicativo permanente B-52. Su rediseño significó pasar a ser un transporte rápido de desembarco de tropas. Actualmente se han reconvertido los espacios ganados en sollados para transporte de tropas de IM. Fueron retirados ambos domos de los viejos radares 909 y el lanzador de Sea Dart de proa. La unidad cuenta con un Sistema Automatizado de Comando y Control (SITACC) desarrollado íntegramente en Argentina por el SIAG-2006. Estos cambios permitieron sumar además un CIC para el Estado Mayor del KFD cuando está embarcado y colocar un total de ocho camas exteriores para el trincado seguro de Botes MK V de la IM embarcada. Los portones del hangar volvieron a ser recorridos y modificados por INVAP operando en la actualidad sin mayores inconvenientes. Los misiles superficie-aire RBS-70 cuentan en cubierta a popa con una plataforma elevada con comunicaciones internas en donde son preinstalados en cada navegación de adiestramiento en donde se prevé algún ejercicio de lanzamiento.

## Radiado
La unidad se hallaba en condición de reserva desde 2013. Fue pasada a la condición de radiado el 22 de marzo de 2024 y después procedió el arriado final del pabellón en Puerto Belgrano el 20 de junio de 2024. Queda aguardando su destino final.

## Características

### Originales
- Motores: 2 Turbinas a gas Olympus TM38, 50 000 HP. 2 Turbinas a gas Tyne RM1A, 9900 HP. - 2 hélices.
- Colores: casco y puente con los cañones lanzadores, domos, parte inferior de mástiles, cubierta y demás en "gris almirantazgo mate"; obra viva antióxido rojo; línea de flotación, topes de mástiles y chimenea "negro mate"; cubierta de vuelo, circunferencia blanca, número blanco con sombra negra.
- Generales: gemelo al destruido y hundido (en 53°04′S 56°56′O / -53.067, -56.933) HMS Sheffield, desplazamiento estándar de 3150 t, máximo 4100 t a plena carga; eslora entre perpendiculares: 119,50 m; manga 14,63 m; calado máximo: 6,8 m; planta propulsora: sistema cogog dos turbinas a gas Rolls Royce Olympus MM3B con una potencia de 54 900 HP para máxima velocidad; dos turbinas a gas Rolls Royce Tyne con 8200 HP para velocidad crucero; tripulación: 300/312 hombres.[7]

### Añadidas en la reconversión
La cubierta de despegue en voladiza y las fenestraciones de la popa, permiten el despliegue o extracción rápidos de botes "gomones" para tropas especiales. La nave puede llevar 238 infantes de marina plenamente equipados, sin merma de su velocidad máxima de 30 nudos. INVAP rehízo el sistema de cierre del hangar aéreo de esta nave, así como algunas modificaciones del área de popa. El cierre es accionado electromecánica y manualmente, con abertura mínima en cada banda de 6,2 m de ancho y 5,4 m de altura libres; estanco a intemperie y a radiación lumínica hacia el exterior. La velocidad mínima de apertura o cierre es de 10 cm/s y un tiempo máximo de apertura en modo manual de 5 min, bajo condiciones de rolido, cabeceo, escora permanente del buque y presión de viento extrema (inclinación lateral hasta 30°, inclinación frontal 10º, simultáneos). La unidad también cuenta con una capacidad ampliada en su alojamiento para el transporte de una Compañía reforzada de Infantería de Marina, posee un local de operaciones separado para el Estado Mayor de IM embarcado y dos aulas equipadas. Sus dos radomos 909 y su lanzador Sea Dart fueron retirados equipando su cubierta con camas metálicas y malacates eléctricos para el transporte de Botes de Desembarco MK-V y una bodega para el alojamiento de material.

### Navegación
- 2 Sistemas de GPS, integrados al sistema con cartografía digital y con representación cartográfica tanto en el puente de comando como en la cubierta de operaciones (CIC), mediante pantallas LCD,
- 1 Corredera Digital,
- 1 Sonda Ecoica,
- 3 Equipos VHF para la seguridad náutica.

### Sistema de Comando y Asesoramiento
- Sistema de Comando y Asesoramiento - SITAC 2006
- Consolas integradas con entorno visual.
- Diseñado e instalado en el país (SIAG - Puerto Belgrano 2006)

### Comunicaciones
- Equipos de HF - UHF y VHF (Banda Baja)
- Enlace de Datos - LINK ARA.

#### Radares
- Búsqueda Aire Lejana - Marconi 965 (IFF).
- Búsqueda Superficie - Marconi 992.
- Control Helicópteros Kelvin Hughes 1006.
- Navegación DECCA 1229.